# Soumaâ
Soumaâ (em árabe: صومعة) é uma cidade e comuna localizada na província de Blida, Argélia. Segundo o censo de 2008, a população total da cidade era de 37 461 habitantes.